# Ferrari 333 SP
La Ferrari 333 SP, presentata alla fine del 1993 e portata in gara la prima volta nel 1994, è un'autovettura da competizione, che segnò il ritorno della Ferrari nell'ambito delle competizioni IMSA destinate alle vetture sport-prototipo.

## Storia
La "333 SP" nacque secondo il preciso intento della stessa Ferrari di fornire ai propri clienti un prototipo di alto livello per partecipare al campionato IMSA. Seppure il coinvolgimento della casa fu limitato alla produzione della vettura (che non venne mai schierata in modo ufficiale), questa vettura segna comunque il ritorno della Ferrari nel campionato prototipi. Dopo la stagione 1972, ricca di soddisfazioni per la Ferrari, che schierava la "312 PB", il 1973 fu un anno critico per la casa, le cui vetture patirono lo scontro con le Matra MS670, riuscendo a vincere solo la 1000 km di Monza e la 1000 km del Nürburgring entrambe con la coppia Ickx-Redman alla guida. La Ferrari in quello stesso anno annunciò il ritiro da queste competizioni, per dedicarsi esclusivamente alla Formula 1. A distanza di 20 anni viene presentato questo prototipo da competizione, la cui tecnologia deriva direttamente dalla F1, e il cui prezzo all'epoca era di 640 milioni di lire. La "333 SP", la cui sigla è composta dal valore in cmc della cilindrata unitaria e dall'acronimo di Sport Prototipo ebbe una carriera lunga e ricca di successi, protrattasi anche dopo la fine della produzione dei 40 esemplari previsti, cessata nel 2000.

## Tecnica

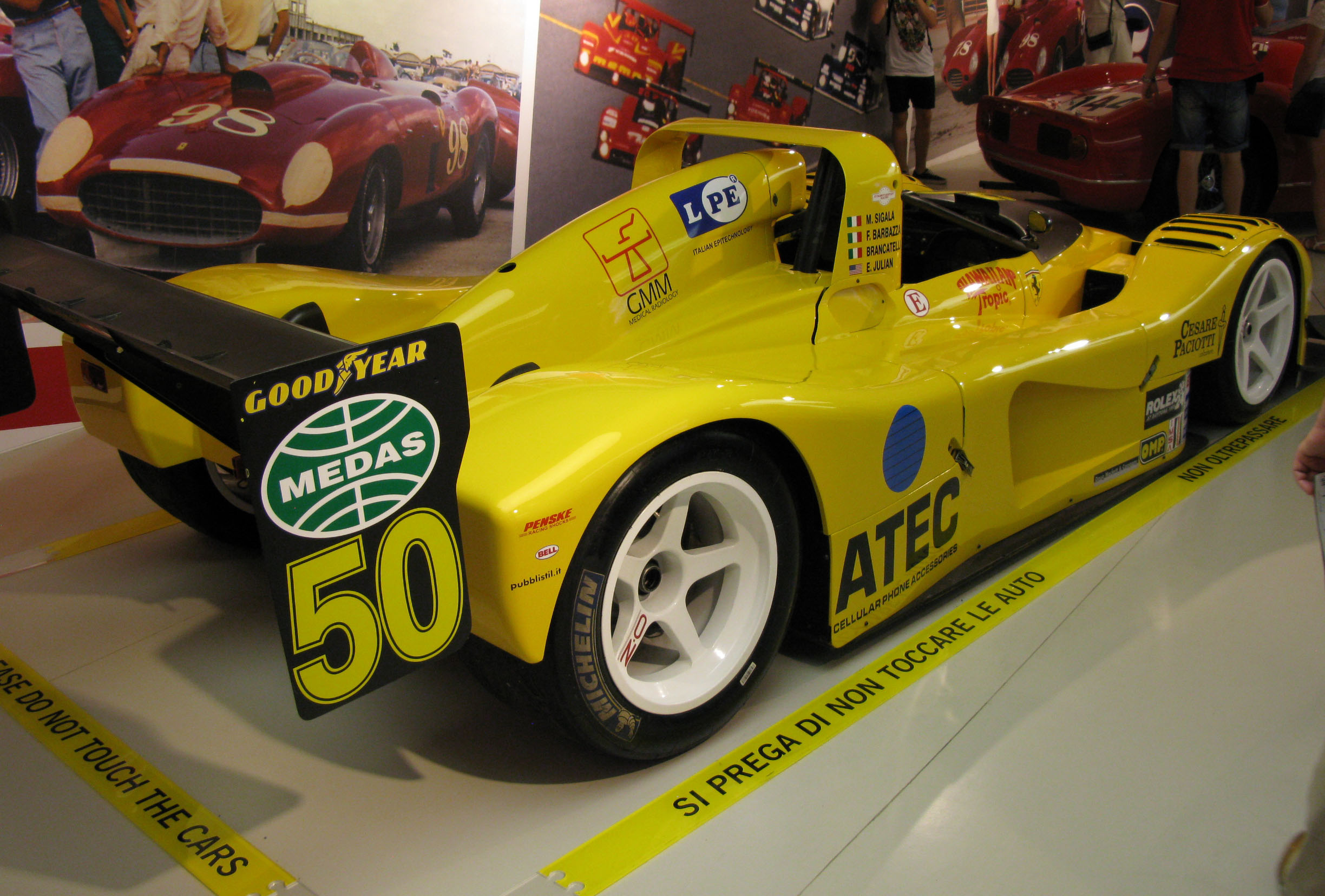
Vista posteriore della 333 SP conservata al Museo Ferrari

La tecnologia impiegata per la costruzione della 333 SP venne presa direttamente dalla F1, come già era stato fatto vent'anni prima sulla 312P. Il motore, un 12 cilindri a V, con angolo fra le bancate di 65°, 5 valvole per cilindro e cilindrata di 3997cm³, erogava circa 650 CV ed era derivato direttamente da quello che equipaggiava la Ferrari F92 A che partecipò al campionato di F1 1992. Il regolamento dell'IMSA imponeva però l'uso di un'unità motrice con una cilindrata massima di 4.000 cm³, derivata da quella di una vettura stradale; allora la Ferrari derivò dal motore di F1 il motore della F50, allora in fase di progettazione, portandolo a 4,7 litri e da questo ricavò il propulsore della 333 SP. Il corpo vettura, tipo barchetta, era composto dal telaio portante, realizzato con strutture a nido d'ape e materiali compositi, e dalla carrozzeria, realizzata in fibra di carbonio e interamente scomponibile. Il peso totale era di 860 Kg.
Il telaio era stato progettato e realizzato dalla Dallara e la carrozzeria dalla Michelotto Automobili di Padova, che ne curò anche l'assemblaggio finale. Quest'ultima continuò in seguito a sviluppare costantemente il prototipo presso la propria struttura quando la Ferrari le affidò nel 1997 la gestione globale del progetto: vennero effettuati importanti lavori di sviluppo che portarono alla realizzazione del secondo step evolutivo, che consolidò la competitività della vettura.
Il motore V12 aspirato di 4 litri di cilindrata era in grado di superare il regime di 12.000 giri/min e nonostante una cubatura di gran lunga inferiore rispetto ai meno sofisticati motori V8 di 6 litri con distribuzione ad aste e bilancieri dei costruttori americani quali Ford, Chevrolet e Oldsmobile, si dimostrò estremamente competitivo, tanto che l'IMSA nel corso delle stagioni introdusse regole sempre più penalizzanti nei confronti della Ferrari in modo tale da proteggere i costruttori americani: inizialmente venne imposto un limite al regime massimo di rotazione contenuto a 11.000 giri/min, poi venne penalizzata la distribuzione a 5 valvole per cilindro (favorendo quella ad aste e bilancieri), infine venne diminuita la sezione delle flange sui condotti di aspirazione del motore Ferrari.

## Successi sportivi
Nella sua lunga carriera la barchetta Ferrari fu capace di ottenere 69 pole position e 56 vittorie assolute, oltre a 8 vittorie di classe, tra cui una in categoria LMP1 alla 24 Ore di Le Mans (1998). L'ultimo successo risale alla stagione 2001 del campionato Sport FISA, nella gara corsa il 13 maggio sul circuito di Spa-Francorchamps. Nel palmares anche quattro titoli Fia Sportscar Championship consecutivi (1998, 1999, 2000, 2001).

### 1994
La 333 SP si dimostrò subito una vettura altamente competitiva, sfiorando il titolo già nel 1994 nel campionato IMSA classe sport-prototipi (WSC), e vincendo sin dalla gara di esordio, dopo aver saltato le prime due gare di campionato, la 24 Ore di Daytona e la 12 Ore di Sebring in quanto ritenuta non pronta per gare di lunga durata.
- IMSA World Sport Car Championship

| Data      | Gara                                     | Durata | Circuito                         | Piloti                             | Team           |
| --------- | ---------------------------------------- | ------ | -------------------------------- | ---------------------------------- | -------------- |
| 17 aprile | Grand Prix of Atlanta                    | 2 ore  | Road Atlanta                     | Jay Crocham                        | Euromotorsport |
| 30 maggio | The New England Dodge Dealers Grand Prix | 2 ore  | Lime Rock Park                   | Eliseo Salazar-Gianpiero Moretti   | Momo           |
| 26 giugno | The Glen Continental                     | 3 ore  | Watkins Glen                     | Eliseo Salazar - Gianpiero Moretti | Momo           |
| 10 luglio | Indy Grand Prix                          | 2 ore  | Indianapolis Raceway, Brownsburg | Eliseo Salazar-Gianpiero Moretti   | Momo           |
| 24 luglio | Monterey Sports Car Grand Prix           | 2 ore  | Laguna Seca                      | Andy Evans - Fermín Vélez          | Scandia        |

### 1995
Il 1995 fu l'anno d'oro per la vettura che permise alla Ferrari di aggiudicarsi titolo costruttori e Piloti nella serie IMSA, con l'importante e storico successo alla 12 Ore di Sebring. Mancò per mancanza di affidabilità la vittoria alla 24 Ore di Daytona.
- IMSA World Sport Car Championship

| Data         | Gara                                 | Durata | Circuito                      | Piloti                                     | Team    |
| ------------ | ------------------------------------ | ------ | ----------------------------- | ------------------------------------------ | ------- |
| 5 Febbraio   | 12 Ore di Sebring                    | 12 ore | Sebring International Raceway | Fermín Vélez- Andy Evans-Eric van de Poele | Scandia |
| 21 maggio    | Moosehead Grand Prix                 | 3 ore  | Halifax Shearwater            | Fermín Vélez- Mauro Baldi                  | Scandia |
| 29 maggio    | The Dodge Dealers Grand Prix         | 2 ore  | Lime Rock                     | Wayne Taylor                               | Momo    |
| 10 settembre | Seitel Texas World Grand Prix        | 3 ore  | Texas World Speedway          | Wayne Taylor                               | Momo    |
| 30 settembre | Exxon World Sports Car Championships | 2 ore  | Phoenix International Raceway | Fermin Velez                               | Scandia |

Sempre nel 1995 vi fu l'esordio in Europa con la partecipazione di una vettura del team Euromotorsport con Massimo Sigala, René Arnoux, Jay Cochran. Una partecipazione non positiva (ritiro) a causa della mancanza di preparazione per una gara così lunga e impegnativa.

### 1996
- IMSA World Sport Car Championship

| Data      | Gara                                     | Durata | Circuito       | Piloti                        | Team |
| --------- | ---------------------------------------- | ------ | -------------- | ----------------------------- | ---- |
| 21 Aprile | Advance Auto Parts Grand Prix of Atlanta | 2 ore  | Road Atlanta   | Gianpiero Moretti – Max Papis | Momo |
| 27 maggio | The Dodge Dealers Grand Prix             | 1h 45’ | Lime Rock Park | Gianpiero Moretti – Max Papis | Momo |
| 9 giugno  | First Union Six Hours at the Glen        | 6 ore  | Watkins Glen   | Gianpiero Moretti – Max Papis | Momo |

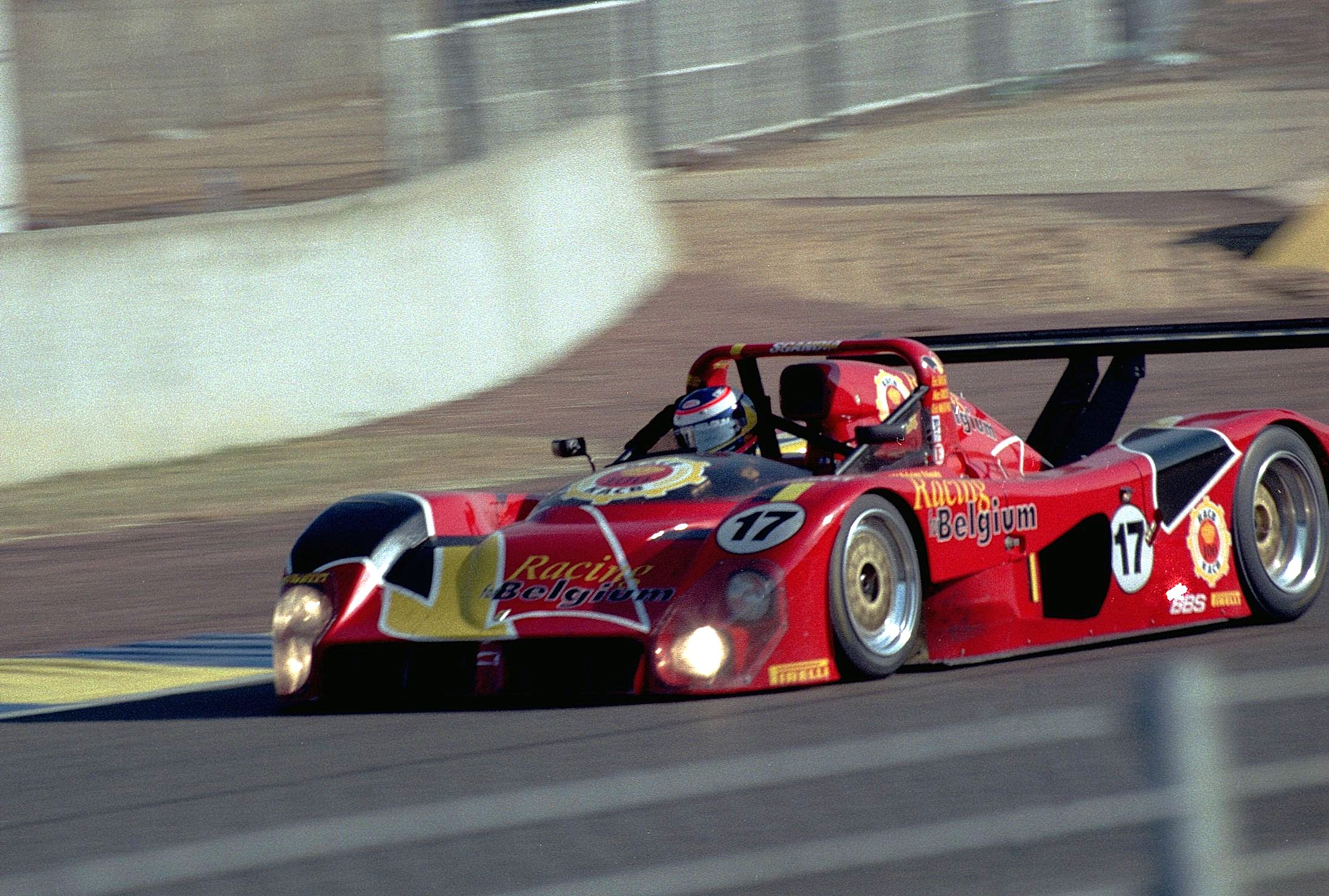
La 333 SP alla 24 Ore di Le Mans 1996

La partecipazione alla 24 ore di Le Mans, vide la presenza di due vetture del team Scandia, che non terminarono però la gara.
Una vettura del team Hotz si iscrisse alla gara di Most del Campionato Interserie, ma si ritirò dopo le qualifiche.

### 1997

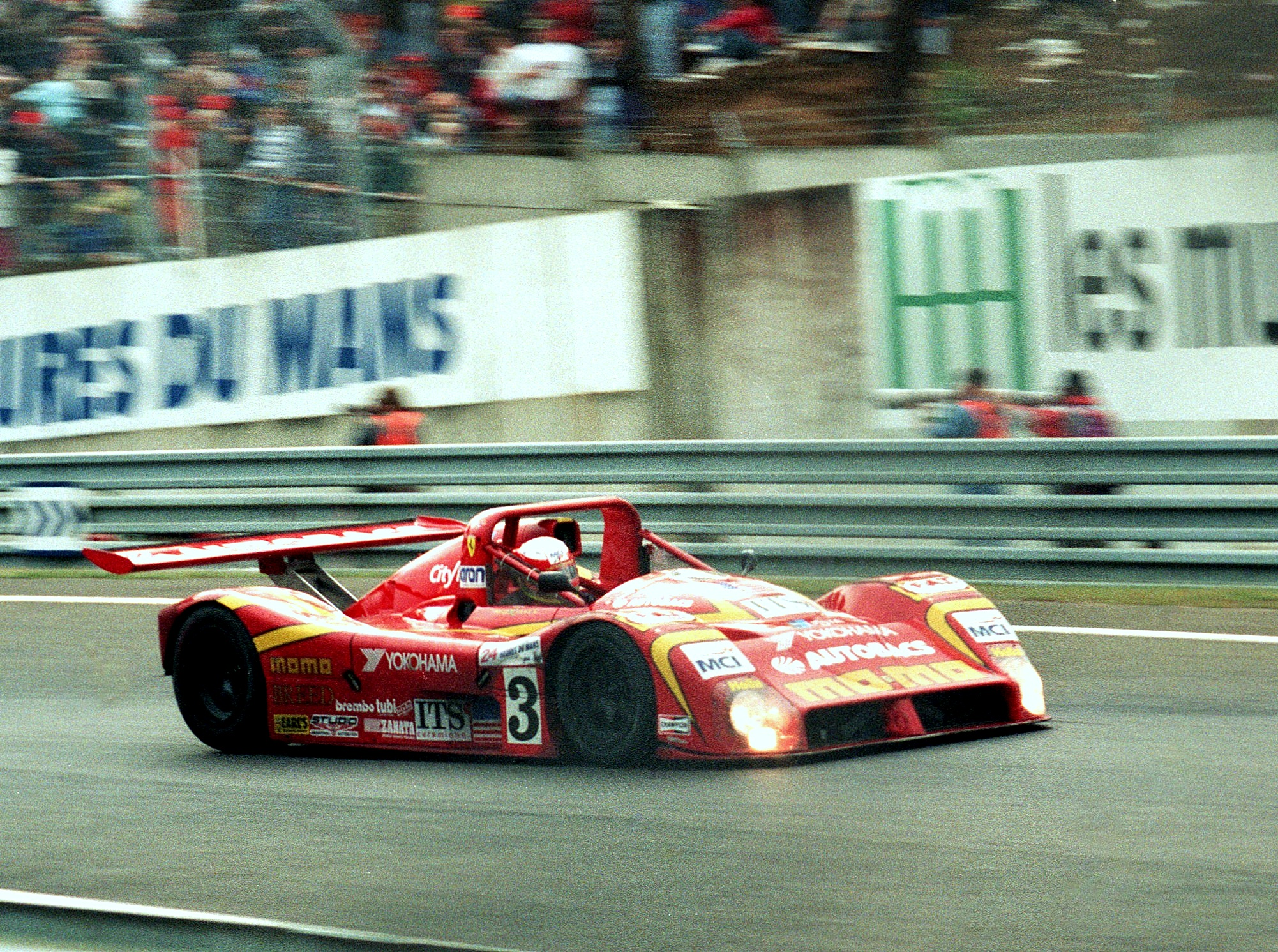
La 333 SP alla 24 Ore di Le Mans 1997

Nel 1997 vinse di nuovo a Sebring.

#### PSCR World Sport Car Championship
| Data         | Gara                         | Durata  | Circuito                         | Piloti                                                        | Team                    |
| ------------ | ---------------------------- | ------- | -------------------------------- | ------------------------------------------------------------- | ----------------------- |
| 15 Marzo     | 12 Ore di Sebring            | 12 ore  | Sebring                          | Yannick Dalmas – Stefan Johansson – Fermin Velez - Andy Evans | Scandia                 |
| 26 maggio    | The Dodge Dealers Grand Prix | 1h 45’  | Lime Rock Park                   | Andrea Montermini – Antonio Hermann                           | Moretti Racing          |
| 31 Agosto    | Mosport Festival             | 1h 45’  | Mosport Park                     | Ron Fellows - Rob Morgan                                      | Central Arkansas Racing |
| 28 settembre | Festival of Road Racing      | 2 hours | Pikes Peak International Raceway | Andrea Montermini – Antonio Hermann                           | Moretti Racing          |
| 18 Ottobre   | NAPA Sebring Octoberfest     | 2 ore   | Sebring                          | Andrea Montermini – Antonio Hermann                           | Moretti Racing          |

#### International Sports Racing Series
Nel 1997, vi fu la nascita in Europa dell'International Sports Racing Series, che per la prima stagione non previde una classifica ma solo una serie di 4 gare.
La 333SP dell'Horag Hotz Racing si aggiudicò la gara di Zolder con Fred Lienahrd e Didier Theys al volante.

#### 24 Ore di Le Mans 1997
A Le Mans, la vettura del Moretti Racing conquistò il sesto posto assoluto e il terzo tra i prototipi con al volante Gianpiero Moretti, Dieder Theys e Max Papis

### 1998

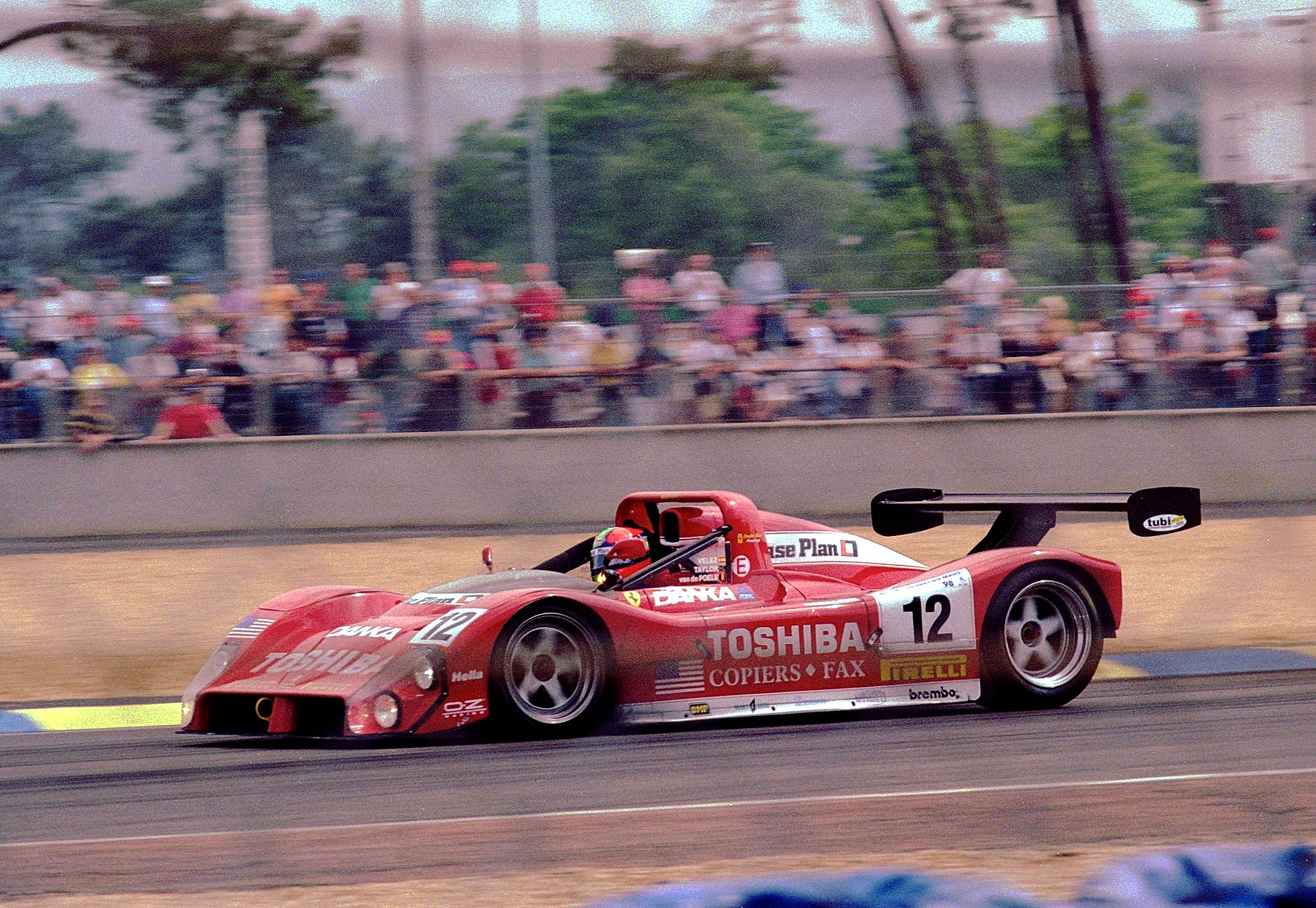
La 333 SP vincitrice di classe (LMP1) alla 24 Ore di Le Mans 1998

Nel 1998, la serie americana si divise in due campionati concorrenti. Gli organizzatori delle Gare di Daytona e Watskin Glen si staccarono creando un nuovo campionato.

#### PSCR World Sport Car Championship
Il primo fu la prosecuzione dei precedenti campionati IMSA e denominato Professional SportsCar Racing Championship season, comprendeva la 12 ore di Sebring e la Petit Le Mans. Il successo in queste due gare rilanciò il prestigio della vettura.
Il team Doyle-Risi conquistò il titolo per team grazie alla maggiore affidabilità regolarità rispetto al team Dyson e alla sua Riley & Scott che si aggiudicò più gare e il titolo piloti con Butch Leitzinger, ma subì due ritiri decisivi per il titolo per team.
| Data       | Gara                      | Durata             | Circuito                 | Piloti                                              | Team              |
| ---------- | ------------------------- | ------------------ | ------------------------ | --------------------------------------------------- | ----------------- |
| 22 Marzo   | 12 Ore di Sebring         | 12 ore             | Sebring                  | Didier Theys – Mauro Baldi – Gianpiero Moretti      | MOMO-Doran        |
| 26 aprile  | Toshiba Nevada Grand Prix | 3h 45’             | Las Vegas Motor Speedway | Wayne Taylor – Eric van de Poele                    | Doyle-Risi Racing |
| 10 Ottobre | Petit Le Mans             | 10 ore 1000 Miglia | Road Atlanta             | Wayne Taylor – Eric van de Poele – Emmanuel Collard | Doyle-Risi Racing |

#### United States Road Racing Championship
Il campionato organizzato dallo Sports Car Club of America comprendeva anche la 24 Ore di Daytona dove la 333SP conquistò il primo posto assoluto.
| Data                    | Gara                | Durata | Circuito     | Piloti                                                         | Team       |
| ----------------------- | ------------------- | ------ | ------------ | -------------------------------------------------------------- | ---------- |
| 31 gennaio – 1 febbraio | 24 Ore di Daytona   | 24 ore | Daytona      | Didier Theys – Mauro Baldi – Gianpiero Moretti – Arie Luyendyk | MOMO-Doran |
| 26 aprile               | First Union 6 Hours | 6 ore  | Watkins Glen | Didier Theys – Mauro Baldi – Gianpiero Moretti                 | MOMO-Doran |

#### International Sports Racing Series
La seconda edizione della serie europea assegnò per la prima volta il titolo che andò al team JB Giesse Racing, con la coppia formata da Emmanuel Collard e Vincenzo Sospiri che si aggiudicarono 7 delle nove gare, lasciando a una'altra Ferrari la vittoria nella prima gara.
Solo a Kyalami nella gara conclusiva una Riley & Scott riuscirà a battere le Ferrari.
| Data         | Gara                           | Durata     | Circuito             | Piloti                              | Team               |
| ------------ | ------------------------------ | ---------- | -------------------- | ----------------------------------- | ------------------ |
| 13 aprile    | Paul Ricard 2 Hours 30 Minutes | 2h 30 min. | Circuito Paul Ricard | Didier Theys – Fredy Lienhard       | Horag-Lista Racing |
| 17 maggio    | Brno 2 Hours 30 Minutes        | 2h 30 min. | Masaryk Circuit      | Emmanuel Collard – Vincenzo Sospiri | JB Giesse Racing.  |
| 4 luglio     | Giesse ISRS Trophy             | 2h 30 min. | Misano               | Emmanuel Collard – Vincenzo Sospiri | JB Giesse Racing   |
| 19 luglio    | RAC Tourist Trophy             | 2h 30 min. | Donington Park       | Emmanuel Collard – Vincenzo Sospiri | JB Giesse Racing   |
| 16 Agosto    | Anderstorp 2h 30 minuti        | 2h 30 min. | Anderstorp Raceway   | Emmanuel Collard – Vincenzo Sospiri | JB Giesse Racing   |
| 6 settembre  | DMC/ADAC Sportwagen Festival   | 2h 30 min. | Nürburgring          | Emmanuel Collard – Vincenzo Sospiri | JB Giesse Racing   |
| 19 Settembre | Le Mans Autumn Cup             | 2h 30 min. | Circuito Bugatti     | Emmanuel Collard – Vincenzo Sospiri | JB Giesse Racing   |

### 1999
Nel 1999 prosegue negli Stati Uniti il Caos provocato dalla scissione tra il campionato PSCR (Professional SportsCar Racing ) che, rilevato dall’organizzazione di Don Panoz diventa nel corso dell’anno l’American Le Mans Series e il United States Road Racing Championship  gestito dallo SCCA.
Mentre il primo trova, finalmente una organizzazione matura, anche grazie al connubio con gli organizzatori con la 24 Ore di Le Mans. Il secondo termina anticipatamente dopo 3 delle 5 gare previste, malgrado nel nome si fosse aggiunto anche un riferimento alla celebre serie Can-Am degli anni 60-70.
In Europa invece il campionato International Sports Racing Series, assume la nuova denominazione di ‘’’ Sports Racing World Cup’’’ e sbarca anche in America con due gare.

#### PSCR World Sports Car Championship / American Le Mans Series
Gli anni passano e la vettura, malgrado il buon lavoro di Michelotto che ha rilevato lo sviluppo tecnico e la costruzione delle nuove vetture, non arriva nessun successo. La vettura non riesce a sopravanzare i nuovi telai realizzati da Lola, Riley & Scott e Panoz. Inoltre il motore non più supportato dalla casa madre, viene pure penalizzato con strozzature all’aspirazione. Non giunge quindi nessuna vittoria e dil miglior risultato è un secondo posto a Road Atlanta grazie a Mauro Baldi e Didier Theys.

#### United States Road Racing Championship – Can Am Series
A Daytona nella 24 ore,  il successo non viene bissato, le 333SP conquistano il secondo , terzo e quarto posto. Successo invece nella seconda gara delle serie a Lime Rock.
| Data      | Gara                     | Durata     | Circuito       | Piloti                        | Team        |
| --------- | ------------------------ | ---------- | -------------- | ----------------------------- | ----------- |
| 31 maggio | Dodge Dealers Grand Prix | 2 h 15 min | Lime Rock Park | Didier Theys – Fredy Lienhard | Doran-Lista |

#### Sport Racing World Cup
Nella serie organizzata da John Mangoletsi, grazie a un regolamento meno penalizzante e all’impegno della Michelotto le cose vanno meglio e il team Giesse si conferma campione. Le 333SP vincono 5 gare su 9.
| Data         | Gara                           | Durata     | Circuito             | Piloti                              | Team                   |
| ------------ | ------------------------------ | ---------- | -------------------- | ----------------------------------- | ---------------------- |
| 28 Marzo     | ATP ISRS Trophy Barcelona      | 2 h 30 min | Circuit de Catalunya | Vincenzo Sospiri – Emmanuel Collard | JB-Giesse team Ferrari |
| 26 aprile    | 500 km Aprimatic ISRS Trophy   | 500 Km     | Monza                | Vincenzo Sospiri – Emmanuel Collard | JB-Giesse team Ferrari |
| 16 maggio    | 500 km di Spa                  | 500 Km     | Spa-Francorchamps    | Mauro Baldi – Lorent Redon          | JB-Giesse team Ferrari |
| 19 settembre | Magny-Cours 2 Hours 30 Minutes | 2h 30 min  | Nevers Magny-Cours   | Giovanni Lavaggi – Gastón Mazzacane | GLV Brums              |

#### 24 Ore di Le Mans
Sfortunata la partecipazione alla 24 Ore di Le Mans con una sola vettura del team Jabouille-Bouresche al via e costretta al ritiro.

### 2000
Nell’anno 2000, mentre l’American Le Mans Series di Don Panoz prosegue la sua vita, dopo il fallimento (anche economico) della serie gestita dalla SCCA nasce con migliore fortuna la nuova serie gestita dalla Grand-Am Road Racing con base a Daytona, dove si disputa la più prestigiosa delle gare di durata, la ”24 ore”. 
Da segnalare che il team Doran effettua quello che per gli appassionati della Ferrari è un vero sacrilegio: sostituisce il motore Ferrari V12, ormai senza sviluppi da anni, con un più performante e leggero motore Judd V10 da 4 litri.
In Europa prosegue il campionato organizzato da John Mangoletsi, la “Sports Racing World Cup”, che tenta uno sbarco negli Stati Uniti dando validità a due gare della “Grand Am”, la seconda di Daytona e quella di Elkhart Lake (circuito di Road America).

#### American Le Mans Series
Nell’American le Mans Series la 333SP del Team Doran-Lista partecipa alla sola gara di Sebring chiudendo al 5º posto con Dieder Theys, Mauro Baldi e Fredy Lienhard.

#### Grand Am Road Racing Championship
Più continua la partecipazione nel campionato Grand-Am con tre team impegnati: Doran (con le vetture Judd), Risi e Brown Motorsport. Due i successi parziali tutti ad opera della vettura del team Doran.
| Data      | Gara                      | Durata     | Circuito                 | Piloti                                     | Team        |
| --------- | ------------------------- | ---------- | ------------------------ | ------------------------------------------ | ----------- |
| 30 Aprile | Nextel 250                | 250 miglia | Homestead-Miami Speedway | Didier Theys - Mauro Baldi                 | Doran-Lista |
| 29 Giugno | Sargento Road America 500 | 500 miglia | Road America             | Didier Theys - Mauro Baldi – Fred Lienhard | Doran-Lista |

#### Sport Racing World Cup
Grazie a un campionato con diverso regolamento meno penalizzante per il motore Ferrari e l’assenza delle vetture “Le Mans Prototype” (ammesse invece nell'ALMS), la 333 SP continua ad essere competitiva e riesce con il Team JMB-Giesse a confermarsi campione.
| Data         | Gara                          | Durata     | Circuito             | Piloti                                        | Team                   |
| ------------ | ----------------------------- | ---------- | -------------------- | --------------------------------------------- | ---------------------- |
| 26 Marzo     | ATP Trophy                    | 2 h 30 min | Circuit de Catalunya | Christian Pescatori – David Terrien           | JB-Giesse team Ferrari |
| 16 Aprile    | Spa 2h 30 min                 | 2h 30 min  | Spa-Francorchamps    | Enzo Calderari – Lilian Bryner – Angelo Zadra | BMS Scuderia Italia    |
| 29 Giugno    | Sargento Road America 500     | 500 miglia | Road America         | Didier Theys - Mauro Baldi – Fred Lienhard    | Doran-Lista            |
| 6 Agosto     | Brno 2h 30 min                | 2 h 30 min | Mysarik - Brno       | Christian Pescatori – David Terrien           | JB-Giesse team Ferrari |
| 27 Agosto    | Donington 2h 30 min           | 2 h 30 min | Donington Park       | Christian Pescatori – David Terrien           | JB-Giesse team Ferrari |
| 17 settembre | AMC/ADAC Sportswagen Festival | 2 h 30 min | Nürburgring          | Christian Pescatori – David Terrien           | JB-Giesse team Ferrari |
| 1 Ottobre    | Magny-Cours 2 h 30 min        | 2 h 30 min | Nevers Magny-Cours   | Christian Pescatori – David Terrien           | JB-Giesse team Ferrari |